# Église Saint-Maurice d'Auzits
L'église Saint-Maurice d'Auzits est une église située en France sur la commune d'Auzits, dans le département de l'Aveyron en région Occitanie.
Elle fait l’objet d'un classement au titre des monuments historiques depuis le 10 mai 1943.

## Localisation
L'église est située sur la commune d'Auzits, dans le département français de l'Aveyron.

## Historique
L'édifice est classé au titre des monuments historiques en 1943.